# درایو سرعت
«درایو سرعت» (به انگلیسی: Speed Drive) ترانه‌ای از خوانندهٔ انگلیسی چارلی ایکس‌سی‌ایکس از باربی آلبوم، موسیقی‌متن فیلم باربی (۲۰۲۳) می‌باشد که در ۲۹ ژوئن سال ۲۰۲۳ به‌عنوان سومین تک‌آهنگ از موسیقی‌متن این فیلم منتشر شد و به رتبهٔ ۹ در جدول تک‌آهنگ‌های بریتانیا دست یافت و تبدیل به ششمین موفقیت چارلی ایکس‌سی‌ایکس در این جدول شد.

## جدول‌های موسیقی
| جدول (۲۰۲۳)                                    | بالاترین جایگاه |
| ---------------------------------------------- | --------------- |
| استرالیا (ای‌آرآی‌ای)                            | ۲۲              |
| اتریش (او۳ تاپ ۴۰ اتریش)                       | ۴۷              |
| کانادا (۱۰۰ تک‌آهنگ داغ کانادا)                 | ۴۴              |
| سی‌اچ‌آر/تاپ ۴۰ کانادا (بیلبورد)                 | ۴۸              |
| جمهوری چک (۱۰۰ تک‌آهنگ دیجیتال برتر)            | ۳۷              |
| آلمان (جدول‌های رسمی آلمان)                     | ۸۲              |
| ۲۰۰ آهنگ جهانی (بیلبورد)                       | ۵۸              |
| گواتمالا آنگلو (دیده‌بان لاتین)                 | ۱۷              |
| ایرلند (ایرما)                                 | ۷               |
| لتونی (ئی‌اچ‌آر)                                 | ۳۰              |
| هلند (سینگل تیپ)                               | ۹               |
| نیوزیلند (انجمن صنعت ضبط نیوزیلند)             | ۲۲              |
| لهستان (۱۰۰ آهنگ برتر استریم لهستانی)          | ۳۹              |
| اسلواکی (۱۰۰ تک‌آهنگ دیجیتال برتر)              | ۶۱              |
| هیت‌سیکر سوئدی (Sverigetopplistan)              | ۹               |
| سوئیس (شوایزر هیت‌پاراد)                        | ۸۹              |
| تک‌آهنگ‌های بریتانیا (اوسی‌سی)                    | ۹               |
| بیلبورد هات ۱۰۰ ایالات متحده                   | ۷۳              |
| ۴۰ آهنگ برتر جریان اصلی ایالات متحده (بیلبورد) | ۲۲              |